# Kokiyas et Crustabri
Kokiyas (シェルダー, Shellder, dans les versions originales en japonais) et son évolution Crustabri (パルシェン, Parshen) sont deux espèces de Pokémon de première génération.

## Création

### Conception graphique
Kokiyas est un mollusque avec une épaisse coque violette. Chacune des parties de cette coque comporte deux pics. Son corps s'apparente à une sphère noire équipée de deux grands yeux à très petites pupilles, et d'une bouche laissant le plus souvent ressortir sa large langue. Pour créer ce pokémon, les créateurs se sont basés sur un coquillage bivalve comme l'indique son physique ainsi que sa catégorie. En effet, Kokiyas est le pokémon Bivalve.

### Étymologie
- Français : Kokiyas vient de coquillage.
- Anglais, japonais : シェルダー Shellder vient de shell (coquillage) et de shelter (logement).
- Allemand : Muschas vient de Muschel (coquillage) et de Wasser (eau).

Crustabri est un mot-valise composé des mots « crustacé » et « abri »

## Description
Kokiyas est un mollusque avec une épaisse coque violette. Chacune des parties de cette coque comporte deux pics. Son corps s'apparente à une sphère noire équipée de deux grands yeux à très petites pupilles, et d'une bouche laissant le plus souvent ressortir sa large langue

### Kokiyas
Le nom de Kokiyas est issu de Coquillage, ce à quoi il ressemble. Il porte le numéro 090 dans le Pokédex national.
Kokiyas est un coquillage bivalve de couleur habituellement violette. Quand Kokiyas est chromatique, il présente une couleur orange vif. Sa coquille a deux fonctions: elle lui permet d'abord de protéger le corps mou qui se trouve à l'intérieur, grâce à sa dureté supérieure à celle du diamant. Elle sert aussi de moyen de locomotion; Kokiyas nage en effet à reculons en ouvrant puis fermant sa coquille. L'élément le plus marquant de son visage est sa longue langue, qui pend le plus souvent hors de la coquille, même pendant son sommeil. Elle donne des informations sur son environnement à Kokiyas, qui s'en sert aussi pour creuser la terre avant de s'y enfouir pour dormir.
Kokiyas est irrésistiblement attiré par la queue des Ramoloss. Si jamais il réussit à en mordre une, Ramoloss évolue en Flagadoss. Kokiyas vit alors en symbiose accroché à sa queue, et change également de forme; Il ressemble alors à un pied de pélican. Attiré par une roche royale, ils peuvent aussi mordre un Ramaloss à la tête, celui-ci évoluant alors en Roigada. Dans ce cas, Kokiyas prend la forme d'une couronne et injecte des toxines dans le crâne de sa victime, ce qui lui confère une intelligence supérieure. Les deux transformations sont réversibles.

### Crustabri
Crustabri est un pokémon ressemblant à un coquillage bivalve protegé par deux paires de coquilles, l'une grise et l'autre mauve. Il est dit que même une bombe ne détruirait pas ces protections. Celles-ci sont couvertes de piques irréguliers que Crustabri peut projeter sur l'adversaire en combat, ces piques sont formés lorseque les blessures reçues sur sa carapace cicatrisent. Sa tête est ronde, affichant deux yeux menaçants et une bouche souriante, bien que l'on ne sache pas réellement de quoi d'autre est composé son corps.
Crustabri vit dans les profondeurs marines, se déplaçant en aspirant de l'eau qu'il expulse par l'arrière de se coquille. Il raffole notamment des queues de ramoloss si bien qu'il serait près à s'aventurer sur les plages pour en trouver.
En cas d'agression, Crustabri referme sa carapace et projette des pics sur son adversaire afin de le repousser. Il n'ouvre sa carapace que lorsqu'il attaque.

## Apparitions

### Jeux vidéo
Kokiyas et Crustabri apparaissent dans la série de jeux vidéo Pokémon. Ils font partie de la première génération et par conséquent, ces deux pokémons apparaissent dans tous les jeux depuis.

### Apparitions mineures
- La première apparition d'un Kokiyas dans la série animée se fait dans l'EP036, il est malade et a besoin de médicaments.
- On peut ensuite en apercevoir un à l'Arène d'Azuria dans l'épisode 61.
- Jessie capture un Kokiyas le temps de l'épisode 66 pour faire évoluer un Ramoloss.
- Le père de Tewatoss en possède un dans l'épisode 198.
- Un dresseur en utilise un lors du Tournoi Tourbillon de l'épisode 215.
- On peut également apercevoir des Kokiyas sauvages dans l'épisode 221.
- Frédo en possède un que l'on voit dans l'épisode 238.
- Dans l'épisode 244, un Ramoloss attrape un Kokiyas et évolue en Flagadoss.
- De nombreux Kokiyas apparaissent dans l'épisode 260, encore accompagnés de nombreux Ramoloss et Flagadoss[4].